# Le Partage des eaux
Cet article concerne un roman. Pour le lieu-dit français, voir Le Partage des Eaux.
Le Partage des eaux (titre original : Los pasos perdidos) est un roman écrit par Alejo Carpentier, publié à Cuba en 1953.
Alejo Carpentier approfondit dans ce roman le real maravilloso tel qu'il l'avait introduit dans Le Royaume de ce monde.
L'auteur écrit le roman lors de son séjour à Caracas, au Venezuela, pays qu'il juge représentatif de l'Amérique latine. Ses voyages vers les zones peu habitées du Venezuela lui inspirent le décor du roman.

## Résumé
Le Partage des eaux retrace l'histoire d'un musicologue d'origine hispano-américaine vivant dans une ville anonyme, supposée être New-York, avec une actrice de théâtre, Ruth, avec laquelle il entretient une relation qui ne se résume qu'à un « devoir » physique accompli chaque dimanche. Un professeur de l'université lui propose de compléter par un voyage dans un pays d'Amérique latine, associé[pas clair] au Venezuela, la thèse qu'il avait entreprise, dont l'argument est que l'origine de la musique se trouverait dans l'imitation des bruits de la nature par les tribus indigènes.
Après une longue hésitation, le protagoniste accepte la bourse et part pour sa destination accompagné de sa maîtresse, Mouche. Peu après leur arrivée à l'hôtel, une révolution éclate dans la capitale et les force à rester dans l'hôtel jusqu'à ce que les combats de rue cessent. Dès que cela est possible, le couple rejoint le village de Los Altos, futur point de départ du voyage dans la jungle. Il y rencontre également Rosario.
Au fur et à mesure que le héros s'enfonce dans la jungle, il s'intéresse à la vie et aux coutumes locales et se détache de Mouche pour se sentir de plus en plus attiré par Rosario. Mouche tombe malade et se voit contrainte de retourner en ville. Avant même son départ, le personnage principal a entamé une relation sentimentale avec Rosario. Lors de son voyage, il rencontre également le frère Pedro de Henestrosa, un Grec chercheur d'or appelé Yannes, et « el Adelantado ». Ce dernier a fondé une ville, au plus profond de la jungle, qu'il a baptisée Santa Mónica de los Venados. Il invite le protagoniste et Rosario à venir y vivre.
Ils y vivent heureux jusqu'au jour où un avion atterrit près du village pour venir récupérer le héros. Ruth avait alerté les journaux de sa disparition, ce qui avait déclenché un élan médiatique et une promesse de récompense pour n'importe qui le retrouverait. Le protagoniste repart donc à New-York, laissant cependant la composition musicale qu'il avait entamée à Santa Mónica comme promesse de retour.
Une fois de retour en ville, il se révèle bien plus difficile de divorcer et de trouver des fonds pour financer le voyage de retour. Il arrive tout de même à retourner à Puerto Anunciación, dernier village avant Santa Mónica, où il tombe sur Yannes, qui lui apprend que Rosario s'est mariée avec Marcos, le fils de l'Adelantado.

## Analyse

### Genre

#### Récit de voyage
Le Partage des eaux est avant tout un récit de voyage, c'est-à-dire un récit dans lequel le voyage occupe une place importante, et qui peut également comporter une dimension symbolique, comme c'est le cas dans le roman de Carpentier, ou également dans l'Odyssée d'Homère, œuvre que le chercheur d'or grec, Yannes, emporte partout avec lui.
Le protagoniste écrit un journal, daté à partir du deuxième chapitre, dans lequel il rend compte de ses sentiments et impressions suggérés par le voyage. Ce procédé utilise donc le sommaire, procédé dans lequel le temps narré est plus long que le récit, de telle façon que le texte du roman retrace non pas la diégèse, l'histoire vécue par le protagoniste, mais plutôt le récit de cette histoire.
À la différence des récits de voyage d'observateurs tels que Le Livre de Marco Polo, Le partage des eaux ne décrit pas d'une manière réaliste un tracé précis dans un cadre géographique et historique bien délimité. Le protagoniste, la ville où il vit et le pays où il se rend ne sont jamais nommés au cours du roman. Le voyage dans la jungle se fait à travers plusieurs villages (Los Altos, Puerto Anunciación…) portant des noms fictifs.
À la fin du roman, une note explicative donne les lieux géographiques sur lesquels s'est fondé l'auteur. L'anonymat est justifié par le fait que les endroits par lesquels passe le protagoniste n'ont pas besoin d'être établis dans un contexte géographique précis, pour prendre une valeur plus générale et moins locale.

« Si bien el lugar de acción de los primeros capítulos del presente libro no necesita de mayor ubicación: si bien la capital latinoamericana, las ciudades provincianas; que aparecen más adelante, son meros prototipos, a los que no se ha dado una situación precisa, puesto que los elementos que los integran son comunes a muchos países. »

« Autant le lieu d'action des premiers chapitres du livre présent ne nécessite pas une localisation plus précise : autant la capitale latino-américaine, les villes provinciales; qui apparaissent plus tard, sont de simples prototypes, auxquelles une situation précise n'a pas été donnée, puisqu'ils partagent des éléments avec beaucoup d'autres pays. »

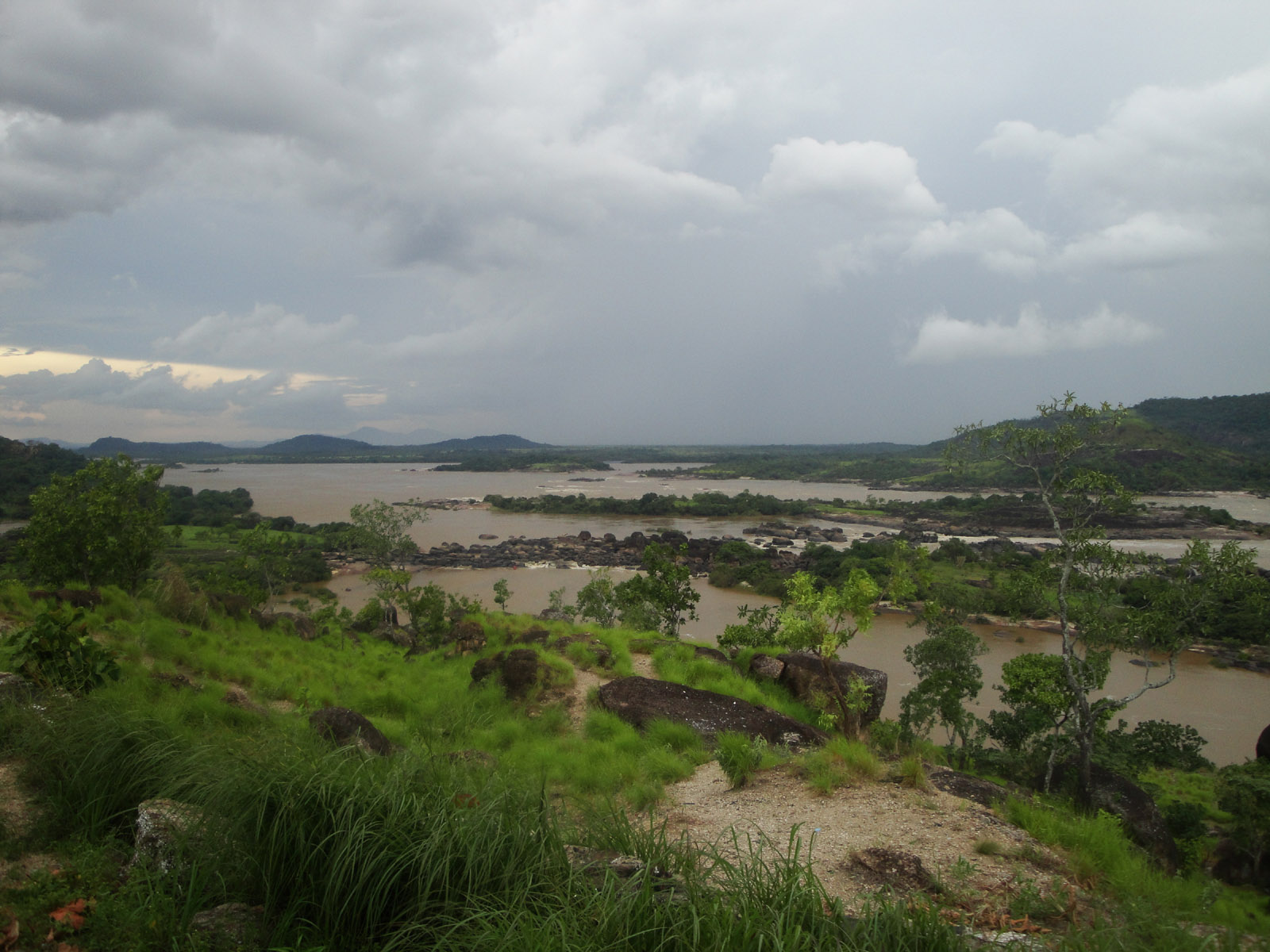
Le fleuve Orénoque.

Néanmoins, l'auteur prend soin, dans sa note, d'éclairer le lecteur et de soulever le voile de l'anonymat des lieux géographiques. Ainsi, le fleuve sur lequel voyage le personnage pour s'enfoncer dans la jungle se révèle être l'Orénoque ; le voyage dans la jungle se situe dans l'état d'Amazonas, au Venezuela, et plus particulièrement dans la région de la municipalité actuelle de Autana. Santa Mónica de los Venados est inspiré de Santa Elena de Uairén, aux premières années de sa fondation. Enfin, les voyages à New York que fit Carpentier dans les années quarante conduisent à identifier la grande ville des premiers chapitres à la métropole américaine.
Quant aux personnages rencontrés lors du périple (l'Adelantado, frère Pedro, Montsalvaje, Marcos…), ils sont voulus par l'auteur comme représentatifs des personnes que rencontrerait n'importe qui s'en allant explorer la jungle.
Le personnage principal, anonyme, peut être considéré comme un alter ego de l'auteur : s'il ne vit pas en Europe, ses parents en sont originaires et c'est également un artiste ; il compose des œuvres musicales tout comme Carpentier compose des œuvres littéraires. Le fait que le héros soit musicologue n'est pas un hasard, quand on sait que l'auteur était un grand amoureux de la musique il consacra d'ailleurs plusieurs essais, tels que La música en Cuba et América latina en su música. L'ensemble du roman reflète la recherche artistique entreprise par Alejo Carpentier.
On peut donc dire que Le partage des eaux est bel et bien un récit de voyage puisqu'il a été inspiré par les voyages faits par Alejo Carpentier au Venezuela et aux États-Unis et puisque le personnage principal, narrateur homodiégétique et personnage focalisateur s'exprimant à la première personne du singulier, peut être considéré comme un alter ego de l'écrivain. Mais Carpentier utilise le fin voile de l'anonymat pour donner une dimension universelle plus forte à son œuvre.

#### Bildungsroman
Du fait que le personnage principal subit une évolution psychologique entre le début et la fin du roman, Le partage des eaux peut être considéré comme un roman d'apprentissage. Au contact de la réalité latino-américaine, le protagoniste se distancie de la tradition occidentale et sa vision du monde évolue.
Par exemple, sa perception du temps, jusqu'alors occidentale, évolue vers une perception du temps tout à fait latino-américaine[Interprétation personnelle ?], comme en témoigne l'extrait suivant :

« Pero los conocía a través del barniz de las pinacotecas, como testimonio de un pasado muerto, sin recuperación posible. Y he aquí que ese pasado, de súbito, se hace presente. Que lo palpo y aspiro. Que vislumbro ahora la estupefaciente posibilidad de via- jar en el tiempo, como otros viajan en el espacio... »

« Mais je les connaissais à travers le vernis des pinacothèques, comme témoignage d'un passé mort, qui ne pourrait ressusciter. Et voici que ce passé, soudain, devient présent. Que je le palpe et le respire. Que j'entrevois la stupéfiante possibilité de voyager dans le temps, comme d'autres voyagent dans l'espace… »

### Cadres spatio-temporels
Une particularité du roman d'Alejo Carpentier réside dans la dualité entre la ville où vit le protagoniste et son lieu de destination, un contraste entre la civilisation étouffante des grandes villes et la pureté de la jungle sud-américaine. Cette dualité est entre autres personnifiée par les partenaires du protagoniste : Ruth et Mouche représentent le monde occidental, dominé par les relations artificielles ; et Rosario est la personnification de l'Amérique latine, continent métis.

#### L'image de la ville archétypale
D'après Santiago Juan-Navarro, l'anonymat du protagoniste et du contexte spatial permet de leur donner une dimension archétypale. Ainsi, la urbe arquetípica (ou "grande ville archétypale") se retrouve dans le premier et dans le dernier chapitre, où sont décrites les déambulations du personnage dans une ville entièrement coupée de la nature et régie par la solitude et la routine. Le milieu urbain est un véritable simulacre, où chacun agit derrière un masque, ce qui est incarné par le personnage de Ruth, une actrice qui joue le même rôle depuis cinq ans.
Les épigraphes des deux chapitres annoncent l'atmosphère que Juan-Navarro qualifie de « claustrophobique ». La première est issue du Deutéronome :

« Et les cieux qui sont au-dessus de ta tête seront de métal; et la terre qui est en dessous de toi, de fer. »

Cette citation illustre l'atmosphère d'emprisonnement éprouvé par le protagoniste, enfermé dans une routine désespérante. Santiago Juan-Navarro la couple également avec l'idée du « sublime terrifiant », exprimée par Emmanuel Kant dans sa Critique de la faculté de juger, un concept caractérisé par la démesure, la menace, la peur. Kant distingue deux manifestations du sublime: le sublime terrifiant, associé dans Le partage des eaux avec la métropole occidentale, et le sublime noble, associé avec la jungle vénézuélienne.
Cependant, il existe bel et bien une différence entre le premier chapitre et le dernier chapitre, où la description de la urbe arquetípica évolue sensiblement. Le premier chapitre est marqué par l'utilisation de la métaphore du théâtre pour décrire le simulacre social à l'ouvrage en ville. Carpentier insiste tout particulièrement sur la routine, par l'utilisation d'images répétitives, donnant une impression d'automatisme qui régit la vie des personnages. C'est l'universitaire, symboliquement appelé Curador ("celui qui guérit, le curateur"), qui va offrir au protagoniste une voie de sortie, une issue, en lui proposant le voyage en Amérique latine.
Le dernier chapitre est introduit par une citation des Sueños ("Songes") de l'écrivain espagnol Quevedo:

« Y lo que llamáis morir es acabar de morir, y lo que llamáis nacer es empezar a morir, y lo que llamáis vivir es morir viviendo. »

« Et ce que vous appelez mourir est finir de mourir, et ce que vous appelez naître est commencer à mourir, et ce que vous appelez vivre est mourir en vivant. »

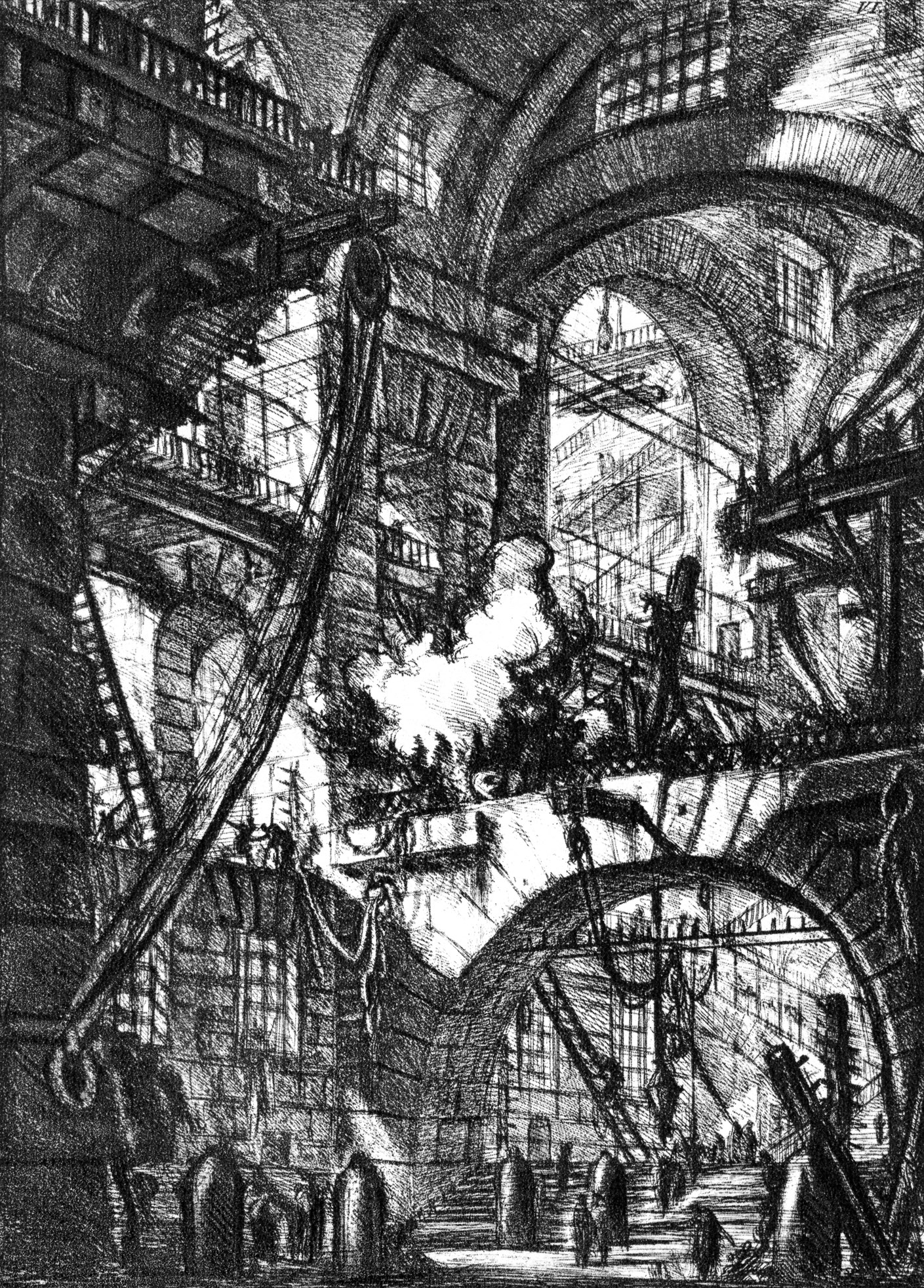
Gravure de Giovanni Battista Piranesi, planche VI de la série Le Carceri d'Invenzione, Rome, 1761.

Le retour du personnage à la ville est caractérisé par ce ton existentialiste. Dans le premier chapitre, Ruth jouait un rôle depuis si longtemps qu'elle en venait parfois à se confondre avec son personnage, elle se mettait un masque, se déguisait; mais dans le dernier chapitre, c'est la réalité même qui est l'objet de falsification, puisque Ruth utilise les médias pour se faire passer pour une épouse fidèle et attentive. Juan-Navarro en déduit que « la réalité se teint de fiction », ce qui illustre également un changement dans la perception du monde du personnage, qui acquiert une perception de la réalité fragmentée et qui devient distant des autres quidams de la ville. Son expérience en Amérique latine, son contact avec différents espaces temporels, lui a facilité un recul, une distanciation par rapport à la vie urbaine. Malgré ce recul gagné par son voyage, le protagoniste se retrouve piégé dans la ville, son retour à l'utopie de Santa Monica de los Venados se révèle bien plus difficile qu'espéré. Il est enfermé dans un espace urbain coupé de la nature, de la faune et de la flore. Comme dans les gravures de Le Carceri d'Invenzione ("Les Prisons imaginaires") de Piranèse, on ne trouve pas de la nature, mais tout est civilisation et modernité.

« El hombre (...), se halla atrapado por una segunda naturaleza, producto de la técnica, que el mismo ha creado, y en la que se ha sumergido, aislándose de la naturaleza originaria. »

« L'homme se retrouve attrapé par une deuxième nature, produit de la technique, qu'il a créé lui-même, et dans laquelle il s'est submergé, s'exilant de la nature originaire. »

#### L'Amérique latine mythique
Une fois que le musicologue quitte la grande ville, il commence un retour à l'origine, un retour aux sources. Ce thème de voyage spatial et temporel est encore plus développé dans la nouvelle de Carpentier intitulée Viaje a la semilla où le lecteur parcourt la vie du héros dans un ordre chronologique renversé, de sa mort à sa naissance.
Le voyage du héros en Amérique latine passe par les grandes époques fondamentales de l'histoire du continent. Dans la capitale, le héros devient le témoin d'une révolution, sans qu'il en comprenne les tenants et les aboutissants. Ce manque de précision microhistorique permet, comme l'anonymat des lieux géographiques, d'élargir le cas à l'entièreté du continent plutôt que de l'enfermer dans un contexte local. Les années 1940 et 50 sont des décennies secouées en Amérique latine, où coups d'État, dictatures, guerillas et gouvernements démocratiques se succèdent. La capitale est également chargée de l'histoire coloniale par son architecture. Dans les villages traversés par la suite, le héros trouve un métissage des cultures: les époques révolutionnaire, coloniale et pré-hispanique cohabitent et se manifestent au protagoniste à travers ce que Carpentier nomme le real maravilloso.

« Un ángel y una maraca no eran cosas nuevas en sí. Pero un ángel maraquero, esculpido en el tímpano de una iglesia, incendiada, era algo que no había visto en otras partes. Me preguntaba ya si el papel de estas tierras en la historia humana no sería el de hacer posibles, por primera vez, ciertas simbiosis de culturas, (...) »

« Un ange et une calebasse n'étaient pas une chose nouvelle en soi. Mais je n'avais jamais vu nulle part ailleurs un ange agitant des maracas, sculpté sur le tympan d'une église incendiée. Je me demandais si le rôle de ces pays dans l'histoire des hommes ne serait pas de rendre possibles, pour la première fois, certaines symbioses de culture,(...) »

Ce passage illustre bien la symbiose des cultures en Amérique latine: les maracas, utilisées par les peuples précolombiens; l'ange, symbole chrétien apporté par les colons espagnols; l'église incendiée, symbole de révolution et de changement.
Au fur et à mesure que le personnage s'enfonce dans la jungle, il quitte toute civilisation et entre dans un monde mythique qui prend des allures cosmogoniques. Les nombreuses références bibliques témoignent de ce retour mythique à la création du monde, à la Genèse.

« Y encima de todo, como si lo asombroso de abajo fuera poco, yo descubría un nuevo mundo de nubes: esas nubes tan distintas, tan propias, tan olvidadas por los hombres, que todavía se amasan sobre la humedad de las inmensas selvas, ricas en agua como los primeros capítulos del Génesis. »

« Et par-dessus tout cela, comme si l'univers stupéfiant d'en bas n'eût rien été, je découvrais un nouveau monde de nuages: nuages si différents des nôtres, si caractéristiques, si oubliés des hommes, engendrés par l'humidité des forêts immenses, gonflés d'eau comme les premiers chapitres de la Genèse. »

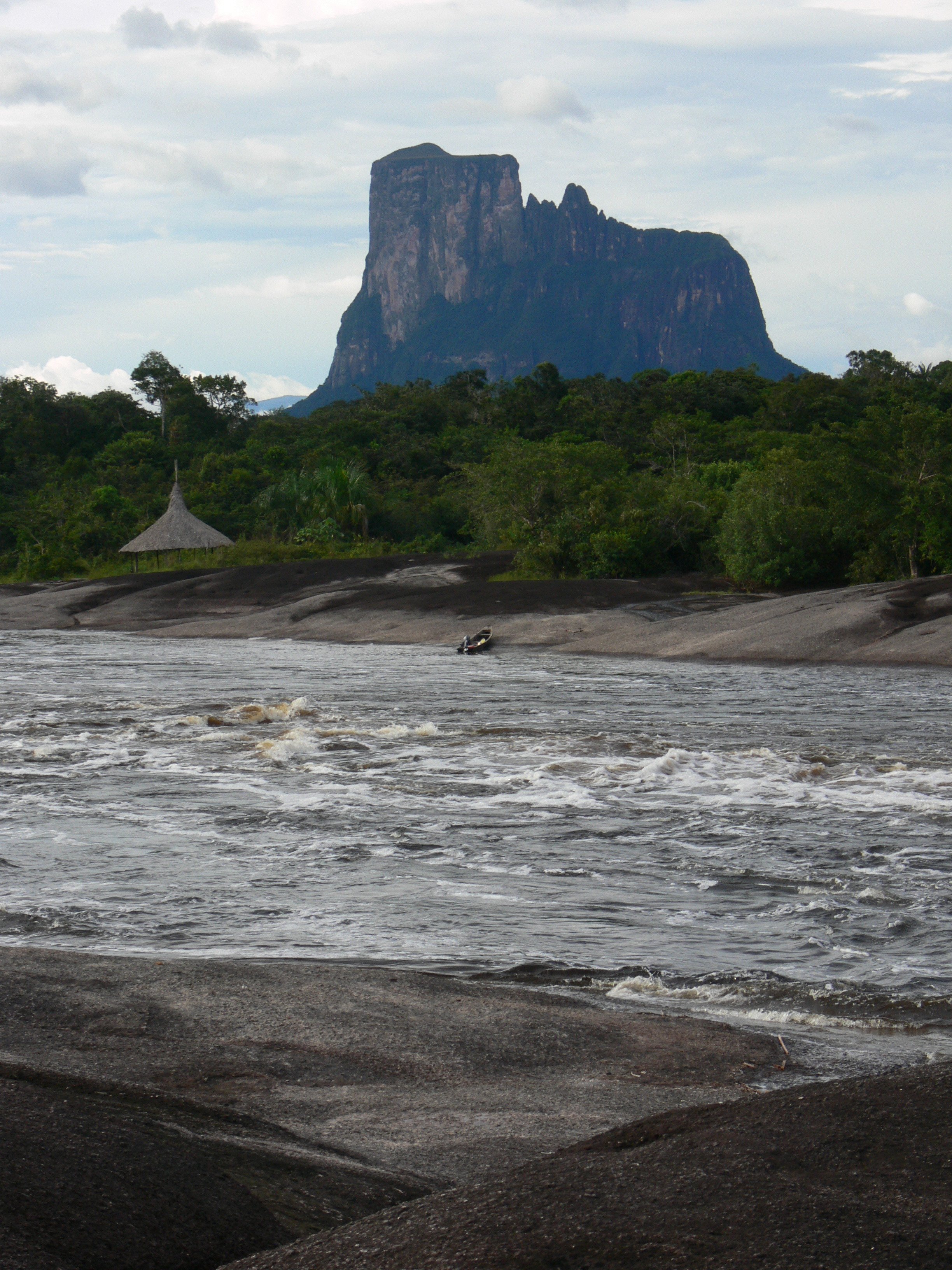
Cerro Autana, plateau qui culmine à 1250 mètres d'altitude.

Ce contact avec la nature vierge, pure, est d'abord perçue comme menaçante par le protagoniste. « L'univers stupéfiant d'en bas » réfère aux descriptions antécédentes qui mettent en valeur le caractère trompeur et dangereux de la nature: les crocodiles ressemblant à des troncs de bois flottants, les serpents à des lianes, etc.

« Lo que más me asombraba era el inacabable mimetismo de la naturaleza virgen. Aquí todo parecía otra cosa, creándose un mundo de apariencias que ocultaba la realidad, poniendo muchas verdades en entredicho. »

« Ce qui m'étonnait le plus était l'infini mimétisme de la nature vierge. Ici rien ne répondait à son aspect; il se créait un monde d'apparences qui cachait la réalité, qui remettait en question beaucoup de vérités. »

Après la « Seconde épreuve », la traversée du fleuve tumultueux en pleine tempête, le protagoniste débarque sur une rive où il se retrouve devant un paysage impressionnant. L'environnement lui fait penser à des chefs-d'œuvre européens qui ne peuvent pourtant pas égaler la beauté naturelle à laquelle il est confronté. La Capitale des Formes, que l'auteur identifie dans sa note comme le Tepuy Autana, est comparée à une cathédrale gothique qui impose toute sa beauté au protagoniste. Cet endroit où vit également une tribu indigène, admirée par le protagoniste, est le dernier lieu habité avant d'atteindre le village fondé par l'Adelantado. Cette dernière étape est située par le héros comme équivalente à l'ère du paléolithique, tandis que le village de l'Adelantado est avant le paléolithique, les hommes sont « comme Adam et Ève avant le pêché ». Entre la dernière étape et le village, le héros parcourt une nature dépeuplée, mythique et intemporelle, un « pays de l'Immuable » comparable au Quatrième jour de la Genèse. La vie à Santa Maria de los Venados rappelle celle des premiers peuples sédentaires, entretenant un lien étroit avec la collectivité et la nature. Le héros retrouve ainsi au plus profond de la jungle la Genèse de l'Amérique du Sud.
Alejo Carpentier trace un tableau d'une Amérique latine mythique, qui échappe au temps linéaire européen et où le real maravilloso, ou réel merveilleux, trouve son expression spontanée et naturelle.

### Lereal maravillosoou réel merveilleux
Le "réel merveilleux" est au centre de l'œuvre de Carpentier, développé pour la première fois dans Le Royaume de ce monde, il va ensuite l'appliquer à ses autres romans, tels que Le partage des eaux. Ce concept, appelé real maravilloso par le cubain, lui a été inspiré lors de son voyage à Haïti, futur lieu de déroulement de l'action du Royaume de ce monde, roman précédé d'un prologue dans lequel il en donne une explication. Dans ce prologue, il argumente que le merveilleux recherché par les écrivains européens du début du XXe siècle est superficiel car il doit être provoqué à travers une série d'astuces, des "trucs de prestidigitation". Au contraire, à Haïti le quotidien surgit du merveilleux, sans besoin d'intermédiaires ni d'astuces.

« A cada paso hallaba lo real maravilloso. »

« À chaque pas je trouvais le réel merveilleux. »

Cette présence du réel merveilleux ne se trouve pas exclusivement sur l'île d'Haïti, mais également dans toute l'Amérique latine. Cette caractéristique donnée comme trait commun du continent latino-américain permet une distanciation par rapport à l'Occident, et fait écho aux idées antécédentes de personnages historiques tels que Simón Bolívar et de José Martí, qui dans son essai Nuestra América plaide l'unification des pays d'Amérique latine, ou encore à la conception continentale de son contemporain Miguel Ángel Asturias.
Pour Carpentier, c'est la perception du temps et la symbiose des cultures qui rend l'Amérique du Sud si différente. Cette idée de symbiose des cultures, abordée antérieurement, est le résultat de la perception du temps. Le temps linéaire, irréversible, importé par l'Occident, n'a pas son cours en Amérique latine, où selon Octavio Paz « le futur est dans le passé et tous deux sont dans le présent ».

### L'Europe décadente

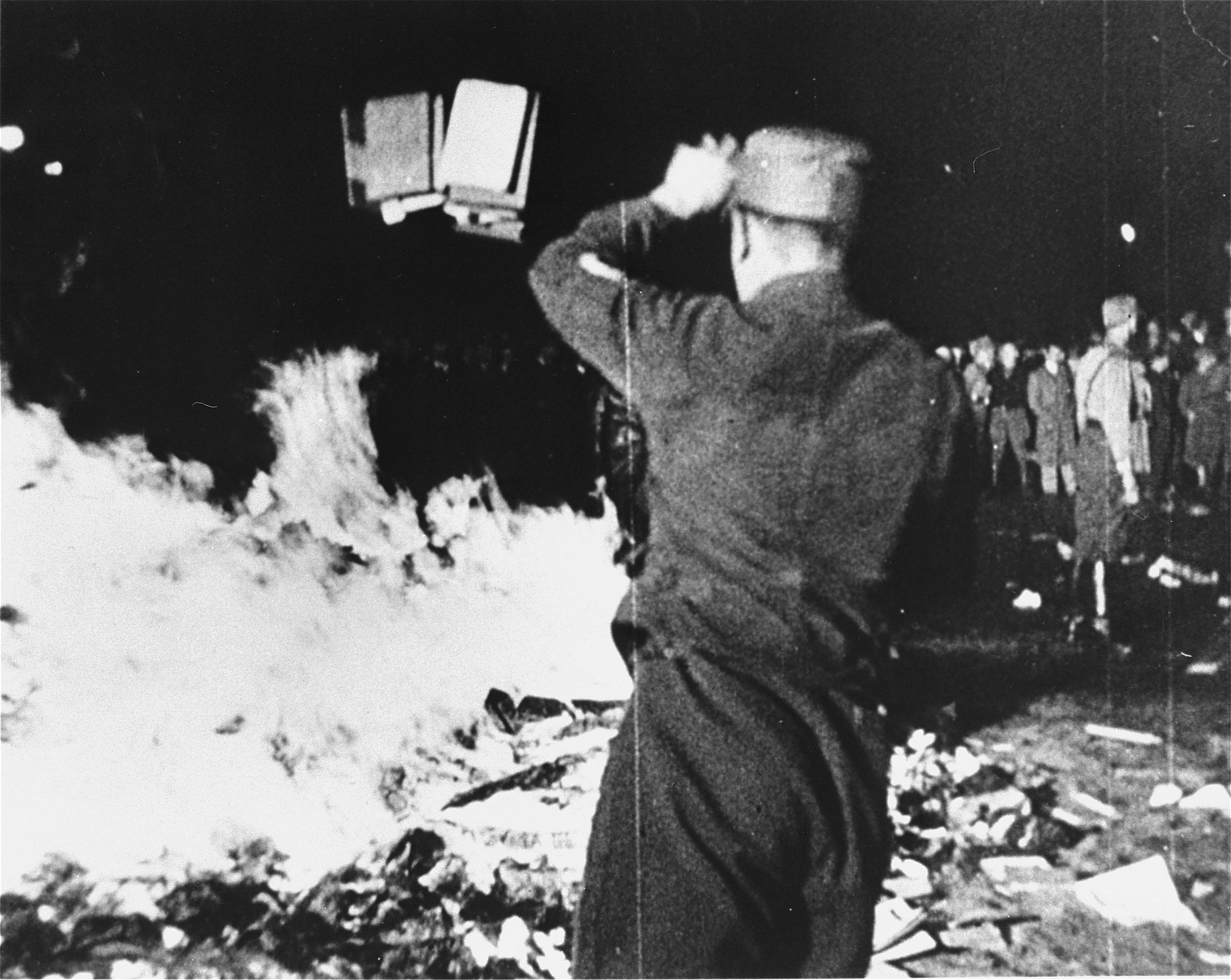
Berlin, Bebelplatz 10 mai 1933. Premier autodafé nazi.

Si l'Europe n'est pas un lieu d'action dans le roman, elle est tout de même un sujet de réflexion récurrent pour le personnage, particulièrement au chapitre III, section IX.
De 1928 à 1939, Alejo Carpentier vécut à Paris, au cœur d'une Europe en pleine guerre idéologique. La montée du fascisme avec la Marche sur Rome de Mussolini en 1922, la nomination d'Hitler au titre de Chancelier en 1933 et la Guerre civile espagnole en 1936, va toucher particulièrement Carpentier, qui fuira l'Europe avant que celle-ci ne plonge dans la barbarie avec l'éclatement de la Seconde Guerre mondiale.
Dans Le partage des eaux, Carpentier met l'accent sur la pratique de l'autodafé, symbole de la décadence de l'Europe qui en arrive à brûler ce qu'elle a bâti de plus beau. Il évoque par exemple les Nazis qui, par l'autodafé, infligent un « châtiment posthume » à des personnalités allemands telles que Bach ou Heinrich Heine.

### Mythes

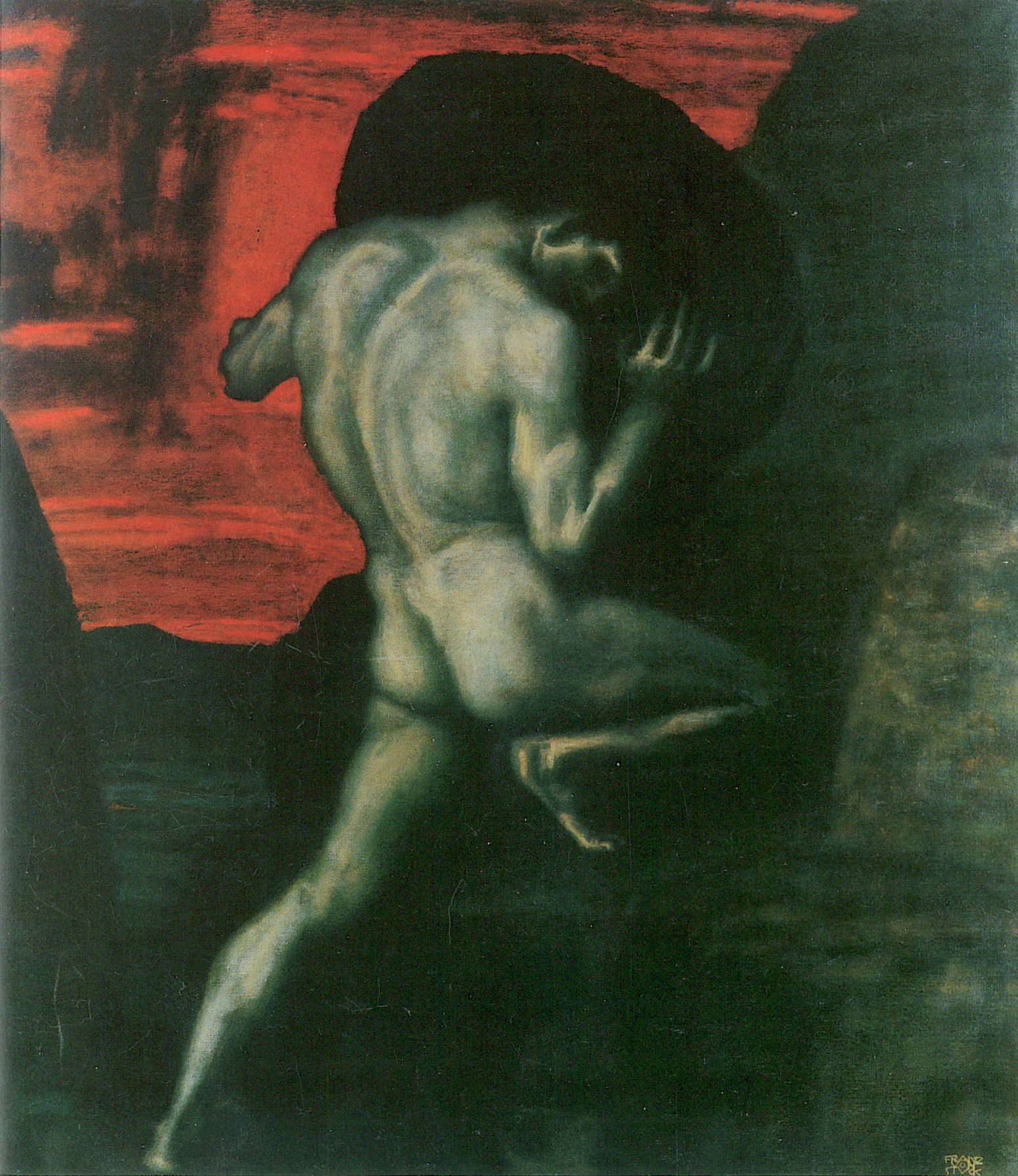
Sisyphus, par Franz von Stuck, peint en 1920.

Dans la ville occidentale régie par la routine et la solitude, les nombreuses références au mythe de Sisyphe prennent alors tout leur sens: pour avoir osé défier les dieux, Sisyphe est condamné à faire rouler éternellement un rocher jusqu'en haut d'une colline dont il redescendait chaque fois avant de parvenir à son sommet. Ce mythe symbolise le personnage, qui ne peut échapper de cette routine urbaine, comme en témoigne la dernière phrase de l'avant-dernier paragraphe.

« Hoy terminaron las vacaciones de Sísifo. »

« Aujourd'hui se terminent les vacances de Sisyphe. »

Contrairement aux autres mythes, le mythe de Sisyphe est affirmé et confirmé par le roman. Les nombreuses allusions à Prométhée, Faust et Ulysse, figures mythiques de la tradition occidentale, sont déconstruites par le texte, car elles se révèlent être des idéaux inaccessibles. Le protagoniste, qui avait commencé une adaptation musicale du Prometheus Unbound de Percy Bysshe Shelley, ne l'a terminera jamais. Ces mythes sont devenus fondateurs de la tradition occidentale grâce au romantisme, mais l'homme moderne ne peut donner cours à ses sentiments de rébellion que l'on trouve dans des récits tels que Prometheus Unbound de Shelley, ou Faust de Goethe. « Faust n'a pas sa place dans les rues de New York », comme le formule Santiago Juan-Navarro.
Le mythe de Sisyphe évoque dans Le Partage des eaux aussi une certaine vision du statut de l'artiste. Dans les pas de Prométhée, le protagoniste essaie d'atteindre l'idéal artistique, de transcender son aliénation; pourtant il n'y arrive pas, et de nouveau roule la pierre jusqu'au pied de la montagne.